# Charvátská Nová Ves

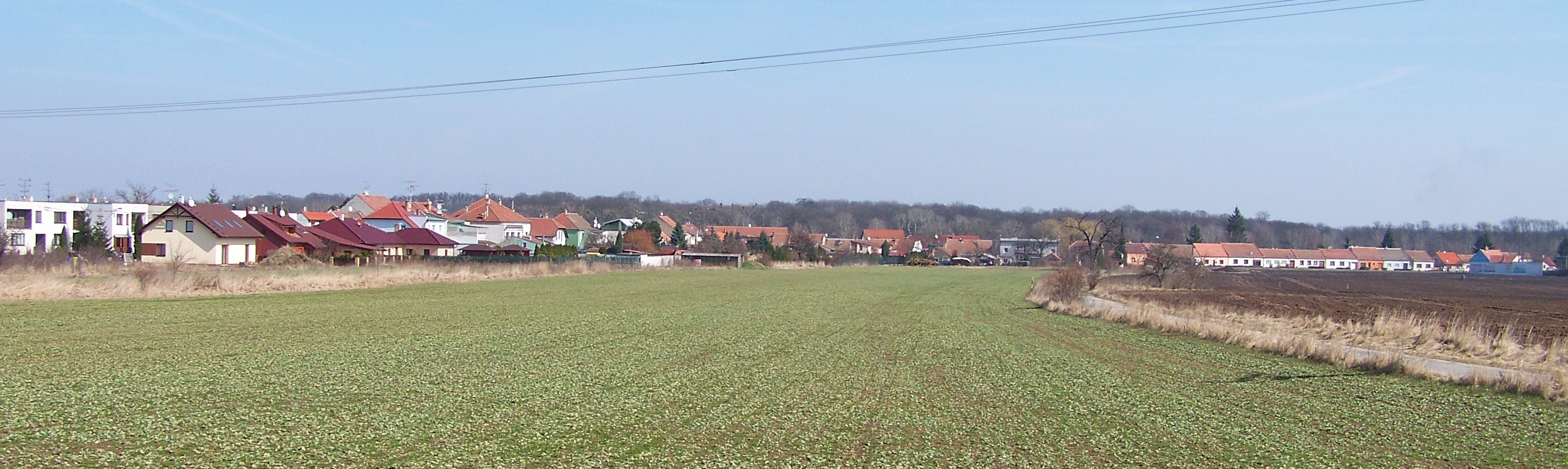
Blick von Westen auf das Dorf

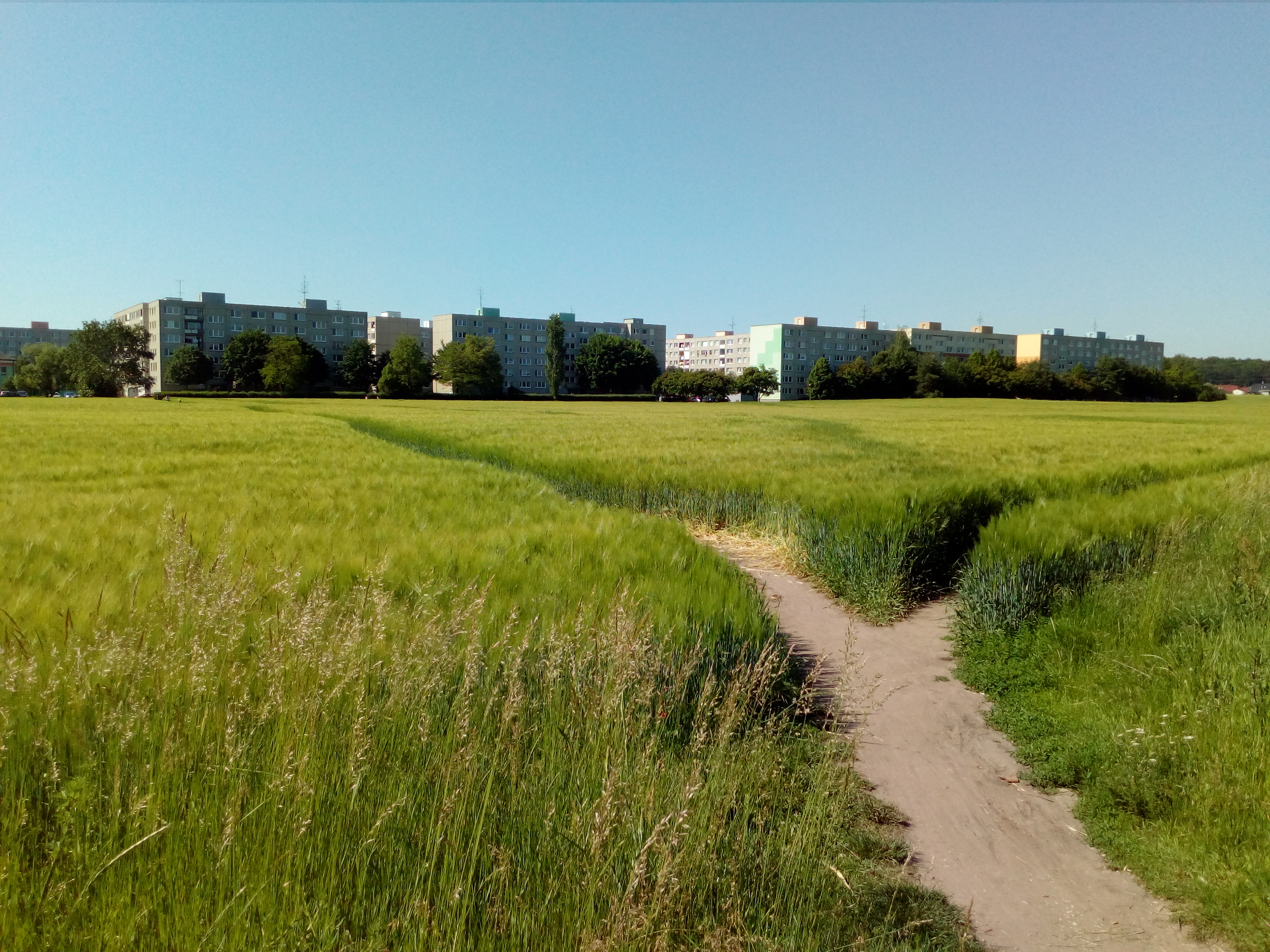
Siedlung Na Valtické

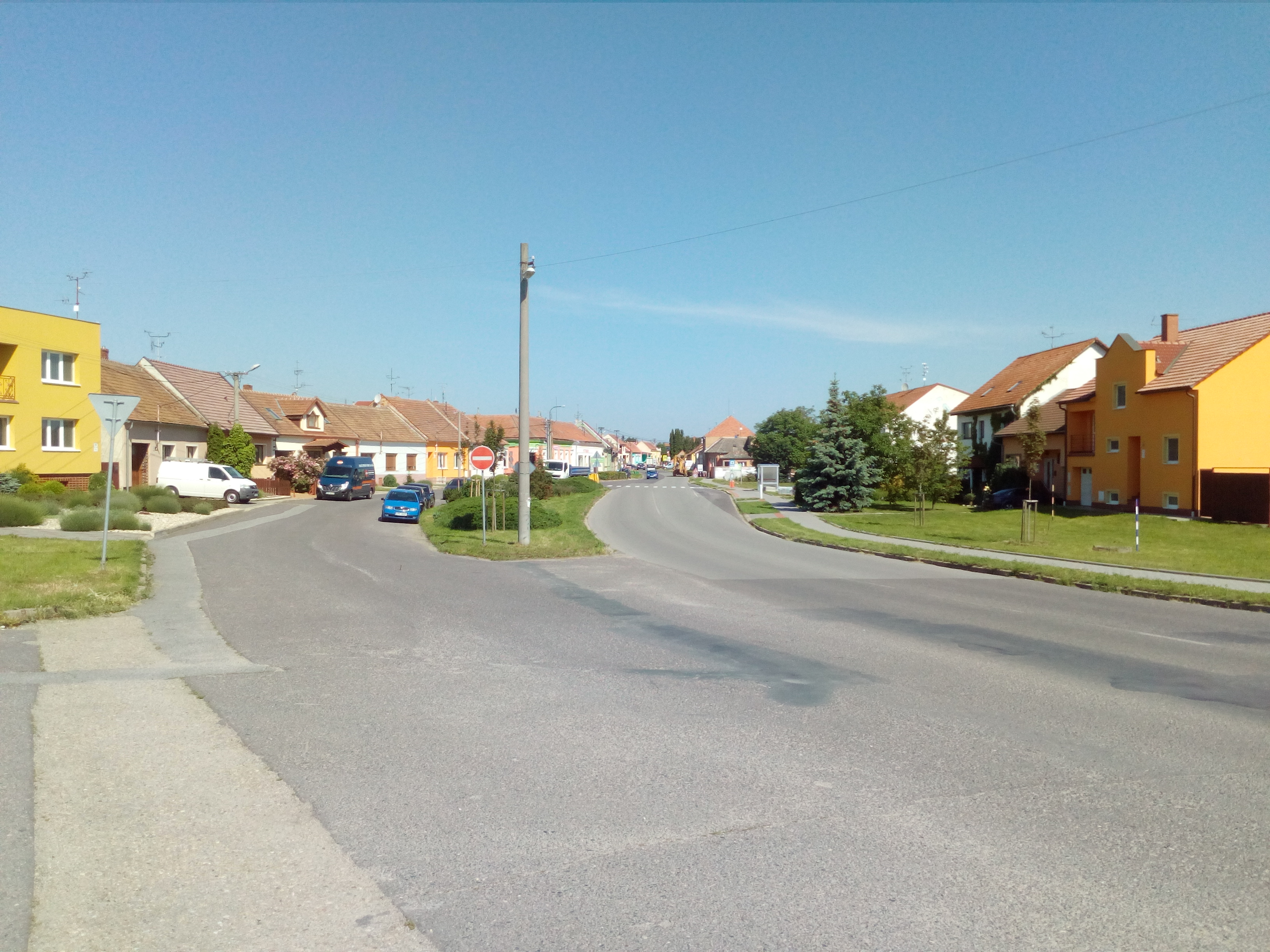
Dorfplatz

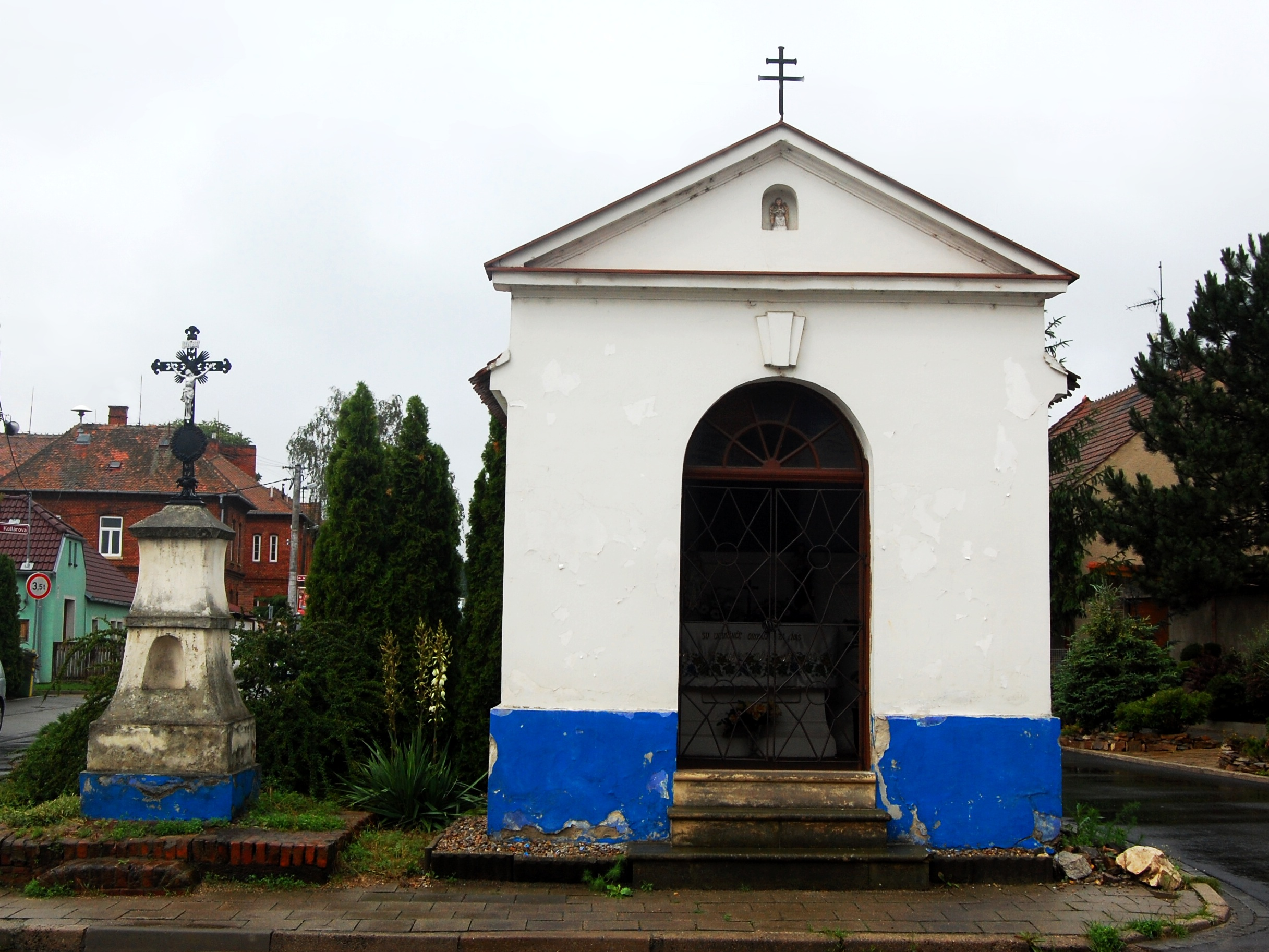
Kapelle der Jungfrau Maria

Charvátská Nová Ves (deutsch Oberthemenau) ist ein Ortsteil der Stadt Břeclav in Tschechien. Er liegt zweieinhalb Kilometer westlich von Břeclav und gehört zum Okres Břeclav.

## Geographie
Charvátská Nová Ves befindet sich am rechten Ufer des Baches Včelínek (Niklasgraben) im Dolnomoravský úval (Südliches Marchbecken). Gegen Südwesten erstreckt sich der Boří les (Theimwald), am Waldrand verläuft die Bahnstrecke Boří les–Lednice. Nordwestlich liegen die Lednické rybníky (Bischofswarther Teiche). Die östlich des Dorfes gelegenen Thayaauen sind als Naturpark Niva Dyje geschützt.
Nachbarorte sind Podivín und Ladná im Norden, Břeclav im Osten, Poštorná im Südosten, Boří dvůr, Celňák und Valtice im Südwesten, Hlohovec im Westen sowie Lednice im Nordwesten.

## Geschichte
Das am Fuße des Theimwaldes gelegene Dorf Teymenaw wurde 1359 erstmals erwähnt und erlosch zu Beginn des 15. Jahrhunderts. Im Liechtensteinschen Urbar von 1414 wurde Teymenov als ein ödes Dorf bezeichnet.
Um 1533 holte der Besitzer der Herrschaft Feldsberg, Hartmann von Liechtenstein kroatische Siedler aus Slawonien und der Vojvodina ins Land; in dieser Zeit entstanden Poštorná, Charvátská Nová Ves, Hlohovec, Alloh, Göltsching, Königsbrunn und weitere kroatische Dörfer. Die erste urkundliche Erwähnung des neuen Dorfes erfolgte am 25. November 1539 in Hartmanns Testament unter dem Namen Obern Krabatn (Horní Charváty). Im Feldsberger Urbar von 1570 ist der Ort als Ober-Crobotentorff aufgeführt; Alloh (Alach), Göltsching (Kelčinky) und Königsbrunn (Könnig) sind zu dieser Zeit bereits wieder aufgegeben gewesen. Später wurde der Ort als Obern Teymenau und Ober-Themenau bezeichnet. Das Dorf verblieb über 300 Jahre im Besitz des Hauses Liechtenstein. Im Laufe der Zeit assimilierte sich die kroatische Bevölkerung mit den Bewohnern der angrenzenden Mährischen Slowakei, erhalten blieben einige kroatische Familiennamen.
Im Jahre 1833 bestand das im Viertel unter dem Manhartsberg an der Grenze zu Mähren gelegene Gassendorf Ober-Themenau aus 118 Häusern, in denen 804 Personen lebten. Durch das Dorf führte die Kommerzialstraße von Lundenburg nach Eisgrub. Die Einwohner bestanden aus Ganz-, Halb- und Viertellehnern, Hauern und Häuslern, die vom Ackerbau lebten. Abseits lag der herrschaftliche Neuhof. Pfarr- und Schulort war Unter-Themenau. Bis zur Mitte des 19. Jahrhunderts blieb Ober-Themenau der Fideikommissherrschaft Feldsberg untertänig.
Nach der Aufhebung der Patrimonialherrschaften bildete Ober-Themenau ab 1849 eine Gemeinde im Gerichtsbezirk Feldsberg. Von 1853 bis 1867 gehörte das Dorf zum Amtsbezirk Feldsberg und ab 1868 zum Bezirk Mistelbach. Die Schule wurde 1867 gebaut. 1869 hatte die Gemeinde 911 Einwohner und bestand aus 176 Häusern. Bei den Volkszählungen in dieser Zeit sind die meisten der Einwohner als slowakisch angegeben. Im Jahre 1900 lebten in Oberthemenau 1242 Personen; 1910 waren es 1686. Die Lokalbahn Lundenburg–Eisgrub wurde 1901 errichtet. Nach dem Zerfall der k.u.k. Monarchie beanspruchte 1918 die neu gegründete Tschechoslowakei die niederösterreichischen Gebiete an der Lundenburg-Grußbacher Eisenbahn für sich. In Folge des Vertrags von Saint-Germain wurde Oberthemenau am 16. Juli 1920 zusammen mit Feldsberg, Unterthemenau, Bischofswarth und dem Theimwald in die Tschechoslowakei eingegliedert. Die Gemeinde wurde dem Gerichtsbezirk Břeclav/Lundenburg und dem Bezirk Hodonín/Göding zugeordnet. Beim Zensus von 1921 lebten in den 295 Häusern des Dorfes 1803 Personen, darunter 1743 Tschechen und Slowaken, 31 Deutsche und vier Juden. Mitte der 1930er Jahre entstanden im und um den Ort leichte Bunkerlinien des Tschechoslowakischen Walls. Im Jahre 1930 bestand Charvátská Nová Ves / Oberthemenau aus 377 Häusern und hatte 1912 Einwohner; 1939 waren es 1823.  Nach dem Münchner Abkommen wurde die Gemeinde 1938 dem Großdeutschen Reich zugeschlagen und gehörte bis 1945 zum Kreis Nikolsburg. Im Jahre 1939 wurde Oberthemenau mit Unterthemenau zu einer Gemeinde Markt Themenau zusammengeschlossen. Nach dem Kriegsende kam Charvátská Nová Ves zur Tschechoslowakei zurück, es erfolgte die Wiederherstellung der alten Gemeinde- und Bezirksstrukturen. Die meisten der deutschsprachigen Bewohner wurden vertrieben. Im Zuge der Gebietsreform von 1948 wurde die Gemeinde dem neu gebildeten Okres Břeclav zugeordnet. Im Jahre 1950 hatte Charvátská Nová Ves 1725 Einwohner. Am 1. Januar 1974 erfolgte die Eingemeindung nach Břeclav. In den 1980er Jahren entstand südlich von Charvátská Nová Ves die Plattenbausiedlung Na Valtické, die inzwischen zur größten Wohnsiedlung von Břeclav angewachsen ist. Die städtebaulich und funktional mit Poštorná verbundene Siedlung Na Valtické liegt auf der Gemarkung von Charvátská Nová Ves; seit 1980 hat sich dadurch die Einwohnerzahl von Charvátská Nová Ves verdreifacht. Beim Zensus von 2001 lebten in den 660 Häusern von Charvátská Nová Ves 5983 Personen.

## Ortsgliederung
Der Ortsteil Charvátská Nová Ves besteht aus den Grundsiedlungseinheiten Apollo, Charvátská Nová Ves, Sídliště Charvátská und Valtický les. Zu Charvátská Nová Ves gehört zudem die Einschicht Nový Dvůr (Neuhof).
Der Ortsteil bildet einen Katastralbezirk.

## Sehenswürdigkeiten
- Kapelle der Jungfrau Maria auf dem Dorfplatz, errichtet zu Beginn des 19. Jahrhunderts. In den 1990er Jahren erfolgte wegen statischer Probleme des Tonnengewölbes eine Instandsetzung[6]
- Kreuz neben der Kapelle, geschaffen in der ersten Hälfte des 19. Jahrhunderts
- Neuhof, 1809–1810 errichtetes landwirtschaftliches Mustergut, nordwestlich des Dorfes
- Tempel der drei Grazien, erbaut 1824–1824 von Joseph Franz Engel, nordwestlich des Dorfes am Prostřední rybník (Mitterteich)
- Apollotempel, errichtet 1817 bis 1819 nach einem Entwurf von Joseph Kornhäusel nordwestlich des Dorfes am Mlýnský rybník (Mühlteich)
- Gedenkstein für die Gefallenen des Ersten Weltkrieges
- Schulgebäude, errichtet 1867 aus grau-roten Ziegeln der Fürst Liechtenstein'schen Tonwarenfabrik Unterthemenau
- Boří les (Theimwald)